# بلتان
بلتان إحدى قرى مركز طوخ التابع لمحافظة القليوبية بجمهورية مصر العربية.

## التاريخ
ذكرها علي مبارك في كتابه الخطط التوفيقية، حيث ذكر أنها من قرى مديرية القليوبية بقسم طوخ الملق، وأن بها 3 مساجد وضريح، وعدد من أبراج الحمام والبساتين، وأهلها أكثرهم مسلمون ولهم شهرة في زراعة الأرز والقطن والقمح.

## السكان
بلغ عدد سكان بلتان 14,850 نسمة، حسب الإحصاء الرسمي لعام 2006.